# Marruas
Marruas é uma aldeia pertencente à atual União de Freguesias de Santa Maria, Salvador e Santiago, no concelho de Torres Novas. Pertenceu à freguesia de Santa Maria até à reforma administrativa de 2013.

## Localização
Marruas fica localizada perto da Estrada Nacional que liga Torres Novas a Santarém. Fica ainda perto do nó da A23 com A1 principal autoestrada nacional. 

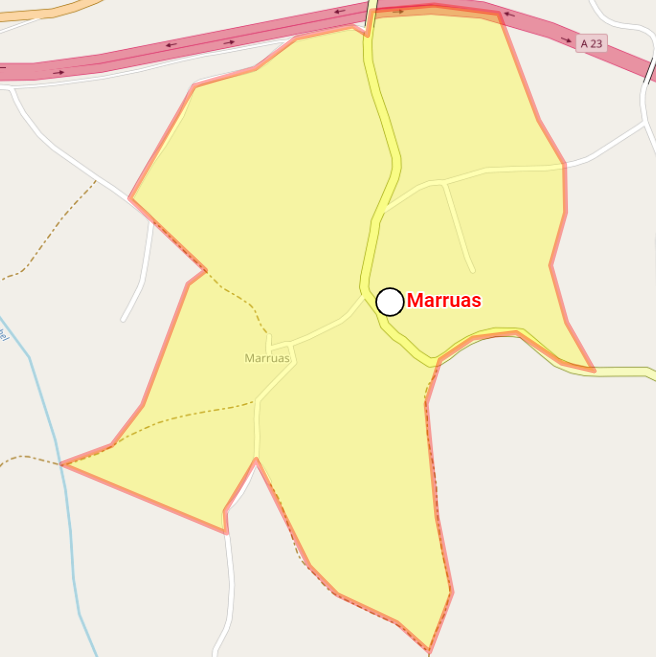
Mapa de Marruas

## Toponímia
Segundo o livro "Mosaico Torrejano" de Artur Gonçalves o nome Marruas deverá provir: 
"que segundo a tradição local deriva seu nome do mau estado das suas ruas noutros tempos - más ruas. Dizem outros que provém de Uma rua, que tem sómente ainda, que o povo corrompeu em Marrua e depois pluralizou em Marruas."

## História
Marruas é seguramente a aldeia mais antiga da área rural de Santa Maria.
Aparece no numeramento de 1527, mas a sua antiguidade tem de recuar, pelo menos, 300 anos: a sua confraria foi fundada em 1212.
"Constituída por outeiros e vales de terra fraca, mas capaz de sustentar os seus habitantes durante meio ano, esta vintena produzia apenas trigo e cevada para três meses. Produzia mais azeite do que vinho, ambos suficientes para suprir as necessidades Não tinha qualquer espécie de pomares, poucas nogueiras e amendoeiras e mais figueiras.
Havia dois rebanhos de ovelhas, dois de cabras e 13 Juntas de bois.
As mulheres do lugar ocupavam a fiação do linho, estopa e apenas duas fiavam lã.
A nível de instrução, destacava-se um estudante que continuava o seu percurso no seminário de Santarém. Havia uma fonte com Chafariz."
em "O Concelho de Torres Novas no início de oitocentos", o manuscrito de Gregório José de Seixas de 1803, de Ricardo A. Varela Raimundo

A atividade principal era a agricultura, as pessoas quando regressavam das fábricas à tarde, ainda iam regar as hortas, que proliferavam por uma grande extensão.
Hoje a aldeia cresceu (bastante, já não são só os tios e os primos, os residentes), mas continua a ser uma aldeia bonita de ser visitar, ainda se pode ver algum casario antigo, a capela é bonita, e os “velhotes” poucos, tem algumas histórias engraçadas para contar.

## Património Cultural

### Capela de São Domingos

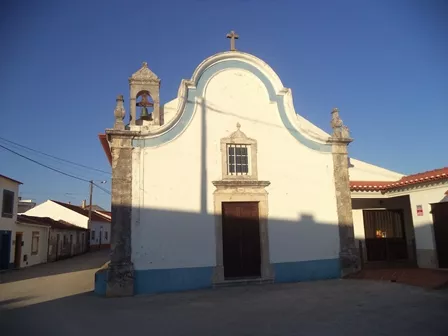
Capela de São Domingos

"Dentro do lugar de Marruas, freguesia de Santa Maria, está a capela de S. Domingos que os moradores do lugar fizeram à sua custa para melhor administração dos sacramentos, a qual ornam os ditos moradores e tem confraria...
Fica a capela ao fundo do lugar, com um minúsculo adro onde o cruzeiro com a data de 1757, que se repete por cima da vêrga da porta principal. 
É a fachada de empêna de duas águas recortadas, com seu acrotério em cada cunhal e sineira sobre a empêna do lado norte. Entremos na pequena capela onde verificamos haver um reduzido côro com dois suportes de madeira, o tecto em três tamos longitudinais, paredes caidas, porta pequena do lado esquerdo e defronte o modesto púlpito sem dossei. 
O arco triunfal de cantaria de volta perfeita, ladeado por dois altares de cantoneira, com retábulos de talha muito simples, ornados de duas colunas e camarins envidraçados, dentro dos quais vimos do lado da epistola uma antiga imagem de N.ª S.ª das Neves, esculpida em pedra, a qual procede da extinta ermida da Barreira Alva, e no fronteiro uma imagem de S. Sebastião, de somenos valor. 
Tem a capela-mor abóbada de berço e as paredes revestidas de azulejo azul e amarelo em fundo branco, com cercaduras condizentes. O retábulo com duas colunas torcidas e competentes arcos, é de boa talha dourada com cachos e águias, o qual se diz ter vindo também daquela extinta ermida. 
No trono um crucificado com cêrca de um metro, a razoável escultura de madeira para aqui trazida de Santarém a quando da extinção dos conventos em 1834. 
Do lado da epistola temos a imagem do padroeiro da capela de S. Domingos, antiga escultura de pedra que veio da sua ermida que existiu no alto ainda denominado S. Domingos, perto do lugar de Marruas. Do lado oposto uma vulgar imagem do Sagrado Coração de Jesus. 
A lâmpada de latão que se vê nesta capela, com uma cruz de Cristo na suspensão, é um interessante exemplar de arte do renascimento. Na sacristia se nos depara uma apreciável imagem de N.ª S.ª da Graça, escultura antiga de pedra e ainda sôbre o arcaz, um curioso grupo da Santíssima Trindade, escultura de madeira que igualmente pertenceu à ermida da Barreira Alva. 
Antes de abandonarmos a capela tomemos nota de uma inscrição tumular ao centro, junto do degrau que sobe para a capela-mor, na qual se vè gravada a seguinte data MCMIII indicativa da reparação do pavimento que foi ladrilhado a mosaico: Sª DE VTE DE A BREV PAES E DE SEVS HERDROS 1636". 
in "Mosaico Torrejano" de Artur Gonçalves 

### Cemitério
- Datado de 1878 no portão, ano em que foi inaugurado:

## Artesanato
- Cestaria de vime e mantas de retalhos;

## Associativismo
É a Associação Cultural Desportiva e Recreativa de Marruas que dinamiza a localidade. A associação dispõe de um espaço com bar, um salão e um rinque polidesportivo. É também nas Marruas que fica a sede da Associação de Caçadores Garça Real.  

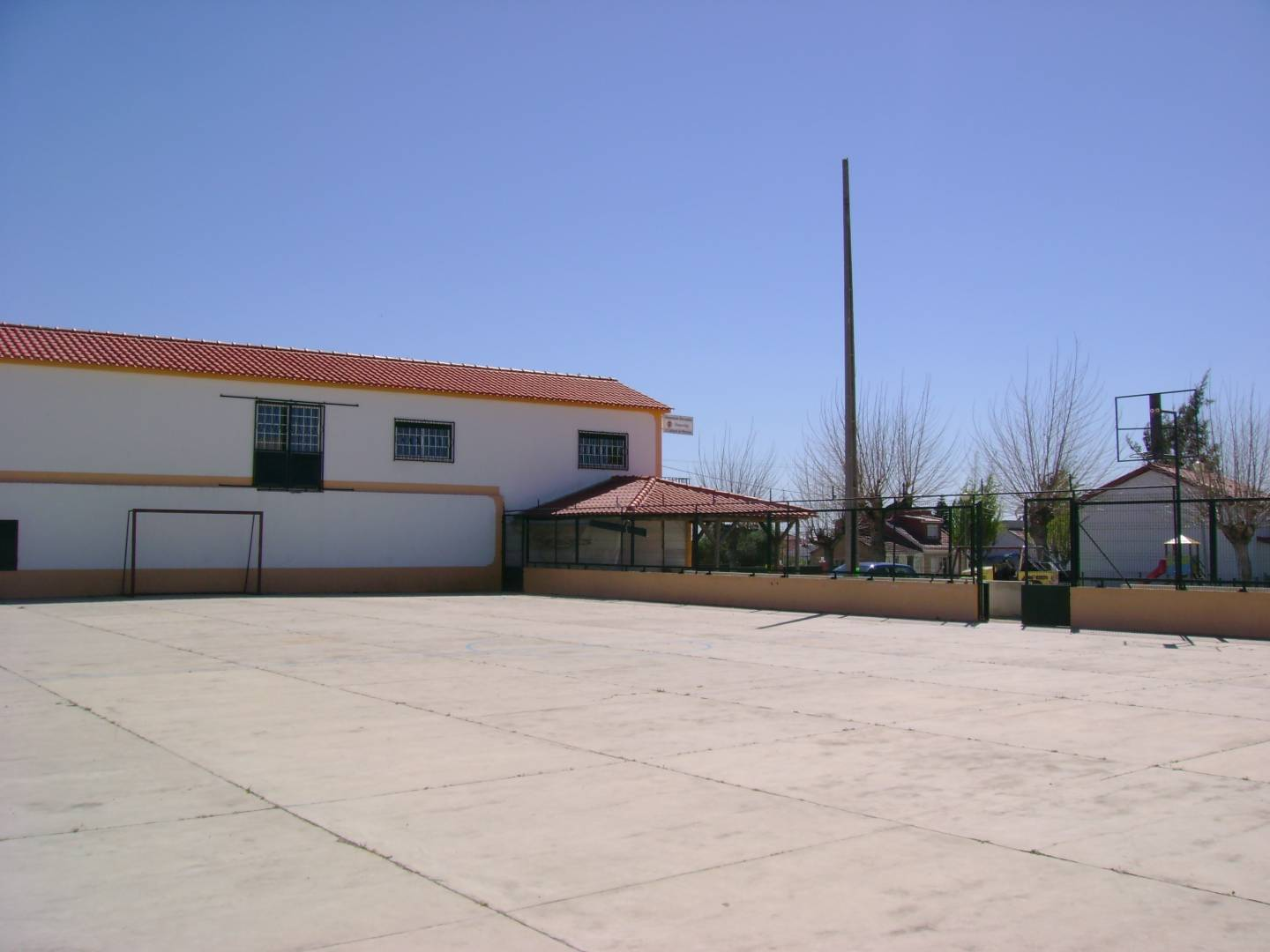
Polidesportivo da ACDR Marruas

## Parques e zonas de lazer
Em Marruas existe algumas zonas de descanso e lazer. Junto à antiga escola primária existe um pequeno parque infantil com equipamentos de manutenção. 
Existe ainda um pequeno parque de Merendas com uma fonte. 

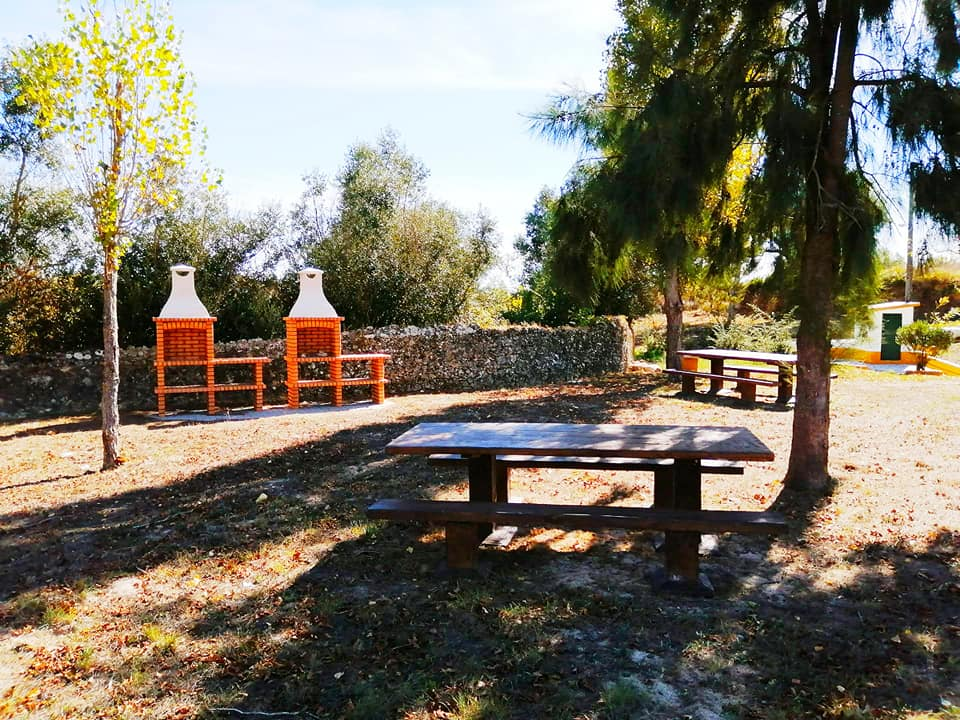
Parque de Merendas
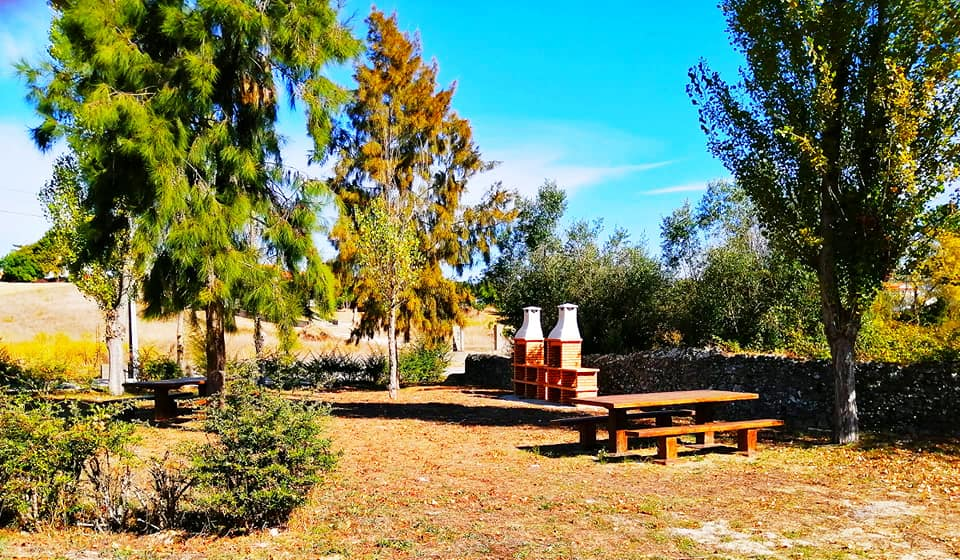